# Puppy Dog Pals
Puppy Dog Pals è una serie TV animata statunitense per bambini, creata da Harland Williams e prodotta da Wild Canary Animation e Disney Television Animation e distribuita da Disney Junior. Negli Stati Uniti il cartone animato va in onda dal 14 aprile 2017 su Disney Junior e in Italia su Disney Junior e Rai Yoyo.

## Trama
I due cagnolini Bingo e Rolly, la gattina Hissy e il cane robot A.R.F. vivono divertenti avventure.

## Personaggi
- Bingo: è un carlino nero, è il fratello di Rolly, il suo colore preferito è blu. Doppiato in italiano da Tito Marteddu.
- Rolly: è un carlino giallo, è il fratello di Bingo; impaziente, il suo colore preferito è il rosso. Doppiato in italiano da Lorenzo Crisci.
- Roxy: è una sussex spaniel, è la sorella di Nougat e il cucciolo di Grace. Doppiata in italiano da Germana Savo.
- Bob: è il padrone di Bingo e Rolly. Doppiato in italiano da Alberto Bognanni.
- A.R.F: è un cane robot di Bob, ottimista e tuttofare. Doppiato in italiano da Paolo Vivio.
- Hissy: è una gatta viola, sorella di Bingo e Rolly; è concentrata solo a riposare. Doppiata in italiano da Lidia Perrone.

## Episodi
| Stagione         | Episodi | Prima TV originale | Prima TV Italia |
| ---------------- | ------- | ------------------ | --------------- |
| Prima stagione   | 25      | 2017-2018          | 2018            |
| Seconda stagione | 30      | 2018-2019          | 2019            |
| Terza stagione   | 25      | 2019-2020          | 2020            |
| Quarta stagione  | 16      | 2020-2021          | 2022            |
| Quinta stagione  | 20      | 2022-2023          | 2023            |